# Кучкинский район
Кучкинский район — бывший административный район Средне-Волжской области, Средневолжского края и Пензенской области, существовавший в 1928—1932 и 1943—1956 годах.

## История
Кучко-Еланский район был образован 14 мая 1928 года в составе Пензенского округа Средне-Волжской области (с 1929 — края). В состав района вошли территории бывших Еланской и Телегинской волостей Пензенского уезда и Студенецкой волости Чембарского уезда Пензенской губернии.
Летом 1930 года округа были упразднены и Кучко-Еланский район перешёл в прямое подчинение Средневолжского края.
10 февраля 1932 Кучко-Еланский район был упразднён, а его территория передана в Каменский, Пензенский и Телегинский районы.
25 декабря 1943 года район был восстановлен как Кучкинский район Пензенской области. В его состав вошли Андреевский, Больше-Еланский, Всеволодо-Сергиевский, Еланский, Ермоловский, Загоскинский, Кучкинский и Надеждинский сельсоветы Телегинского района. Центром района стало селение Кучки.
24 апреля 1945 года центр района был перенесён в село Большая Елань.
По данным на 1 января 1955 года в районе было 6 сельсоветов: Андреевский, Больше-Еланский, Еланкинский, Ермоловский, Загоскинский и Кучкинский.
30 ноября 1956 года Кучкинский район был упразднён, а его территория передана в Нечаевский, Телегинский и Терновский районы.